# Baena
Baena település Spanyolországban, Córdoba tartományban. Baena Cabra, Cañete de las Torres, Castro del Río, Doña Mencía, Luque, Nueva Carteya, Valenzuela, Zuheros, Porcuna, Santiago de Calatrava, Martos és Alcaudete községekkel határos. Lakosainak száma 18 436 fő (2024).

## Népesség
A település népessége az elmúlt években az alábbi módon változott:
| Lakosok száma | 19 692 | 20 071 | 20 507 | 20 915 | 21 028 | 20 207 | 19 782 | 19 284 | 18 885 | 18 436 |
|               | 2001   | 2004   | 2006   | 2009   | 2011   | 2014   | 2016   | 2019   | 2021   | 2024   |